# IC 1529
IC 1529 ist eine Linsenförmige Galaxie vom Hubble-Typ S0 im Sternbild Walfisch südlich der Ekliptik. Sie ist rund 305 Millionen Lichtjahre von der Milchstraße entfernt und hat einen Durchmesser von etwa 110.000 Lichtjahren.
Im selben Himmelsareal befinden sich u. a. die Galaxien NGC 7808 und NGC 7813.
Die Typ-II-Supernova SN 2006du wurde hier beobachtet.
Das Objekt wurde am 31. August 1892 von Stéphane Javelle entdeckt.